# Georg Merling
Heinrich Wilhelm Georg Merling est un chimiste allemand, né le 22 juillet 1856 à Berlin, et mort à Bensheim le 5 janvier 1939. Il est surtout connu pour ses recherches sur la tropine, le caoutchouc synthétique et les substances aromatiques, et pour la découverte des eucaïnes (en), anesthésiques locaux substituts de la cocaïne.

## Biographie

### La carrière
Après une scolarité au cours de laquelle il est obligé de changer souvent d'établissement pour suivre les déplacements de sa famille, Georg Merling subit avec succès les épreuves de l'examen de fin d'enseignement secondaire en 1877 au lycée de Hanovre. Il effectue un an de service militaire volontaire et s'inscrit en 1878 à l'université technique de Hanovre pour y étudier la chimie. Trois ans plus tard, il entre à l'université de Marbourg, où il est reçu docteur, le 20 août 1882, avec une thèse sur la tropine. Il occupe alors pendant quelques mois un poste d'assistant à l'institut de chimie de l'université technique de Hanovre, avant d'être nommé premier assistant de Theodor Zincke (de) à l'institut de chimie de l'université de Marbourg. En 1884 et 1885, il assure la direction de l'usine chimique C. A. F. de Berlin et, en mai 1886, il part pour l'Angleterre où il occupe un poste à la fois administratif et scientifique aux usines de production d'aniline Ivan Levinstein & Sons (de), à Blackley (en), dans la banlieue de Manchester.
Au printemps 1888, il revient en Allemagne et entre aux usines de colorants Meister, Lucius et Bruning à Höchst, près de Francfort-sur-le-Main, où il travaille, principalement dans le laboratoire scientifique, jusqu'en mai 1890, ayant repris, depuis le 1er avril de la même année, un poste de premier assistant, cette fois auprès de Karl Kraut (de) à l'institut de chimie de l'université technique de Hanovre. Il obtient son habilitation le 15 mars 1891 avec un travail sur des alkylamines cycliques. Au deuxième semestre, il donne des cours de chimie minérale, puis organique, et il est nommé professeur adjoint à la fin de l'année. Reçu professeur titulaire le 6 mai 1893, il accède le 30 à la chaire de chimie organique. Mais il en démissionne l'année suivante à cause du départ à la retraite imminent de Kraut et de la réorganisation des études, et il quitte définitivement l'université de Hanovre.
Le 26 juillet 1894, Merling prononce sa leçon inaugurale à l'université de Munich et il est nommé professeur adjoint le 9 août. Cependant, dès le début de 1895, probablement sur les conseils d'Adolf von Baeyer, il démissionne encore, pour prendre la direction de l'usine chimique Ernst Schering de Berlin, renonçant cette fois à toute carrière universitaire. Il quitte ce poste à la fin de 1897 et, le 1er janvier 1898, il retourne travailler aux usines de colorants de Höchst. Le 1er octobre 1906, il rejoint la société Schimmel & Co. (de) à Miltitz près de Leipzig, où il reste pendant deux ans. Enfin, du 1er avril 1909 à sa retraite, Merling travaille pour l'entreprise Friedr. Bayer et comp. (Farbenfabriken vormals Friedrich Bayer et Companion) à Leverkusen.
Merling prend sa retraite le 31 août 1922 et se retire à Teterow, avant de s'installer à Bensheim sur la Bergstrasse. Le 13 juillet 1926, le collège technique de Hanovre le reçoit docteur-ingénieur honoris causa.

### L'Œuvre
Merling se fait d'abord connaître, dans les premières années 1880, par des travaux sur la tropine dont les résultats précèdent de peu les découvertes de Richard Willstätter. À Hanovre, il poursuit, entre autres études, des recherches sur le tautomérisme des dihydrorésorcines. En 1896, il met au point à Berlin deux substituts de la cocaïne : les eucaïnes (en) A et B, . La deuxième, dont les effets secondaires sont moins marqués, restera en usage jusqu'en 1939 comme anesthésique local en ophtalmologie,.
À Hoechst, il s'intéresse aux composés aromatiques de la violette et devient l'auteur d'une remarquable synthèse de l'ionone. Chez Schimmel & Co., son attention se porte sur les composés du musc, tandis qu'à Leverkusen, avec Fritz Hofmann, il se consacre à la chimie du caoutchouc synthétique, et ses travaux aboutissent à une autre synthèse importante, celle de l'isoprène à partir de l'acétylène et de l'acétone,, procédé qui a permis d'en produire jusqu'à 30.000 tonnes par an jusqu'en 1982, dans une usine de la firme italienne Snamprogetti.
Willstätter a dit de Georg Merling qu'il était « un chimiste très brillant, mais malchanceux ». Ce jugement peut éclairer le fait que, ne trouvant nulle part le cadre qui lui convenait, Merling ait hésité si longtemps entre l'université et l'entreprise.

### Publications
Une partie des travaux de Georg Merling ont été publiés sous forme de brevets, le reste est paru pour l'essentiel dans les Annales de chimie et dans le Bulletin de la Société allemande de chimie.

#### Thèses
- 1882 : Beiträge zur Kenntnis des Tropins : Inaug. Diss. Universit. (thèse de doctorat), Marbourg, R. Friedrich, 1882, 40 p., 1 vol. in-8 (OCLC 494005553).
- 1891 : Über Pyrrolidin- und Piperidinbasen aus ungesättigten Basen der Fettreihe und Umwandlung der Piperidinbasen in Pyrrolidinbasen : Habil. Technische Hochschule, Hannover, 1891.

#### Articles
- 1879 : « Ueber Verbindungen des Lithions mit Phosphorsäure », Fresenius' Zeitschrift für analytische Chemie, vol. 18, no 1,‎ 1879, p. 563-568 (présentation en ligne).
- 1881 : « Ueber Additionsproducte der Atropasäure », Justus Liebigs Annalen der Chemie, vol. 209, no 1,‎ 1881, p. 1-21.
- 1881 : « Additionsprodukte der Atropasäure », Berichte der deutschen chemischen Gesellschaft, vol. 14, no 1,‎ 1881, p. 330-332, avec K. Kraut.
- 1881 : « Ueber Tropin », Ber. Dtsch. chem. Ges., vol. 14, no 2,‎ 1881, p. 1829-1833.
- 1882 : « Ueber Tropin », Ber. Dtsch. chem. Ges., vol. 15, no 1,‎ 1882, p. 287-293.
- 1883 : « Ueber Tropin », Liebigs Ann., vol. 216, no 3,‎ 1883, p. 329-355.
- 1884 : « Ueber Belladonin », Ber. Dtsch. chem. Ges., vol. 17, no 1,‎ 1884, p. 381-385.
- 1884 : « Ueber Bromsubstitutionsprodukte des Dimethylpiperidins und einige sich von diesen ableitende Verbindungen », Ber. Dtsch. chem. Ges., vol. 17, no 2,‎ 1884, p. 2139-2143.
- 1886 : « Ueber die bei Einwirkung von Brom auf Dimethylpiperidin entstehenden Verbindungen. Neue Synthese von Piperidinderivaten », Ber. Dtsch. chem. Ges., vol. 19, no 2,‎ 1886, p. 2628-2632.
- 1891 : « Tautomerisierung des ungesattigten Acyl-amidins XVII », Ber. Dtsch. chem. Ges., vol. 24,‎ 1891, p. 3108.
- 1891 : « Verhalten des Dimethylpiperidins und verwandter Basen gegen Chlorwasserstoff », Liebigs Ann., vol. 264, nos 2-3,‎ 1891, p. 310-351.
- 1892 : « Ueber die Einwirkung von Wasserstoffsuperoxyd auf Piperidinbasen », Ber. Dtsch. chem. Ges., vol. 25, no 2,‎ 1892, p. 3123-3127.
- 1894 : « Ueber Dihydroresorcin », Liebigs Ann., vol. 278, nos 1 et 2,‎ 1894, p. 20-57 et 39-41.
- 1894 : « Ueber das Verhalten ungesättigter Basen gegen Chlorwasserstoff », Liebigs Ann., vol. 278, no 1,‎ 1894, p. 1-20, avec W. Jacobi.
- 1896 : « Eucain », Berichte der Deutschen pharmazeutischen Gesellschaft (de), vol. 6,‎ 1896, p. 173-176.
- 1905 : « Ueber die Constitution der Cyclohexenon-monocarbonsäureester », Ber. Dtsch. chem. Ges., vol. 38, no 1,‎ 1905, p. 979-985.
- 1908 : « Über die Umwandlung von Carbonsäuren in ihre Aldehyde », Ber. Dtsch. chem. Ges., vol. 41, no 2,‎ 1908, p. 2064-2066.
- 1909 : « Synthese von Veilchenriechstoffen », Liebigs Ann., vol. 366, nos 1-2,‎ 1909, p. 119-216, avec Robert Welde.

#### Brevets
- 1896 : Compound of vinyldiaceton-alkamins and process of making same, U.S. Patent no 657.880, 26 septembre 1896 (lire en ligne), avec Albrecht Schmidt (de).
- 1900 : Trimethyl hexahydroöxybenzylanilin and process of making same, U.S. Patent no 691.157, 7 juillet 1900 (lire en ligne).
- 1900 : Hydrobenzaldehyde and process of making same, U.S. Patent no 714.931, 7 juillet 1900 (lire en ligne).
- 1903 : Cyclogeraniolidenacetone and process of making same, U.S. Patent no 768.389, 26 février 1903 (lire en ligne), avec Heinrich Eichwede.
- 1903 : Trimethyl-cyclohexenoncarboxylic-acid ester and process of making same, U.S. Patent no 743.305, 6 avril 1903 (lire en ligne), avec Robert Welde.
- 1903 : Materials for perfumes and process of making same, U.S. Patent no 784.412, 2 mai 1903 (lire en ligne), avec Robert Welde.
- 1904 : Pseudo-cyclocitralidene acetone and process of making same, U.S. Patent no 782.679, 6 juin 1904 (lire en ligne), avec Robert Welde.
- 1905 : Delta-4-cyclogeranic acid and process of making same, U.S. Patent no 805.924, 31 août 1905 (lire en ligne), avec Aladar Skita (de).
- 1909 : Ketone alcohols, U.S. Patent no 989.993, 17 décembre 1909 (lire en ligne), avec Hugo Koehler.
- 1909 : Methylene-ethyl-methyl ketone, U.S. Patent no 981.669, 21 décembre 1909 (lire en ligne), avec Hugo Koehler.
- 1909 : Methylketobutanol, U.S. Patent no 981.668, 21 décembre 1909 (lire en ligne), avec Hugo Koehler.
- 1910 : Octadionols, U.S. Patent no 991.734, 28 juin 1910 (lire en ligne), avec Hugo Koehler.
- 1911 : Octenediones, U.S. Patent no 991.735, 28 juin 1910 (lire en ligne), avec Hugo Koehler.
- 1911 : Process of producing isoprene, U.S. Patent no 1.026.691, 18 février 1911 (lire en ligne), avec Hugo Koehler.
- 1911 : Process of producing isoprene, U.S. Patent no 1.026.692, 20 février 1911 (lire en ligne), avec Hugo Koehler.
- 1911 : Process of producing isoprene, U.S. Patent no 1.036.875, 21 novembre 1911 (lire en ligne), avec Hugo Koehler.
- 1911 : Process of producing erythrene, U.S. Patent no 1.036.876, 21 novembre 1911 (lire en ligne), avec Hugo Koehler.
- 1912 : Process of producing erythrene, U.S. Patent no 1.056.814, 2 mars 1912 (lire en ligne), avec Hugo Koehler.
- 1912 : Manufacture and production of erythrene, U.S. Patent no 1.056.816, 2 mars 1912 (lire en ligne), avec Hugo Koehler.
- 1912 : Manufacture and production of isoprene, U.S. Patent no 1.056.817, 2 mars 1912 (lire en ligne), avec Hugo Koehler.
- 1912 : Process of producing keto compounds, U.S. Patent no 1.070.622, 8 octobre 1912 (lire en ligne), avec Hugo Koehler.
- 1912 : Esters of dialkylaminoformic acid, U.S. Patent no 1.074.966, 16 octobre 1912 (lire en ligne), avec Hugo Koehler.
- 1912 : Process of producing beta-methyl-gamma-oxybutyldimethylamin, U.S. Patent no 1.074.967, 16 octobre 1912 (lire en ligne), avec Hugo Koehler.
- 1912 : Process of producing 1-dimethylamino-2-methylbutene-3, U.S. Patent no 1.065.159, 7 novembre 1912 (lire en ligne), avec Hugo Koehler.
- 1912 : 1-dimethylaminobutene-3 and process of making same, U.S. Patent no 1.065.160, 7 novembre 1912 (lire en ligne), avec Hugo Koehler.
- 1912 : Beta-acetyltrimethylenetetramethyldiamin, U.S. Patent no 1.071.007, 7 novembre 1912 (lire en ligne), avec Hugo Koehler.
- 1912 : Process of producing keto compounds, U.S. Patent no 1.071.008, 13 novembre 1912 (lire en ligne), avec Hugo Koehler.
- 1913 : Process or producing keto compounds from ketones and alkylaminomethanes, U.S. Patent no 1.094.159, 16 mai 1913 (lire en ligne), avec Otto Chrzescinski et Hugo Koehler.
- 1913 : Beta-acetylalkylene-tetraalkyldiamins, U.S. Patent no 1.101.754, 5 juin 1913 (lire en ligne), avec Otto Chrzescinski et Hugo Koehler.
- 1913 : Beta-acetyl-alkyl-dialkylamins, U.S. Patent no 1.126.549, 5 juin 1913 (lire en ligne), avec Otto Chrzescinski et Hugo Koehler.
- 1914 : Alakali-metal acetones, U.S. Patent no 1169341, 7 juillet 1914 (lire en ligne), avec Otto Chrzescinski et Otto Pfeffer.

### Sur Merling
Les documents utilisés comme sources pour la rédaction de cet article sont signalés par l'icône .
- (de) Horst Gerken (éd.), Festschrift zum 175-jährigen Bestehen der Universität Hannover, t. 2 : Catalogus Professorum 1831-2006, Hildesheim, édité par les soins de la présidence de l'université de Hanovre, 2006, 583 p. (ISBN 978-3-487-13115-3).
- (de) Freddy Litten, « Georg Merling : Kurzbiographie », dans Professorenkatalog, t. 2 (inédit), Munich, université Louis-et-Maximilien, 2000 (lire en ligne).
- (de) Holm-Dietmar Schwarz, « Merling, Georg », dans Neue deutsche Biographie, vol. 17, 1994 (lire en ligne), p. 163 f.
- (de) Aladar Skita, « Georg Merling 1856-1939 », Berichte der Deutschen Chemischen Gesellschaft, a, vol. 72, no 5,‎ 10 mai 1939, p. 77-89 (présentation en ligne).